# The Vanquishers
The Vanquishers (Los vencedores), con el prefijo "Capítulo Seis" o "Flux", es el sexto y último episodio de la decimotercera temporada de la serie británica de ciencia ficción Doctor Who, emitido originalmente el 5 de diciembre de 2021 por BBC One. Fue escrito por el productor ejecutivo Chris Chibnall y dirigido por Azhur Saleem. Presenta la parte final de la temporada colectivamente conocida como Doctor Who: Flux.
El episodio está protagonizado por Jodie Whittaker como la Decimotercer Doctor, junto a Mandip Gill y John Bishop como sus compañeros Yasmin Khan y Dan Lewis.

## Sinopsis
La Doctor huye de Swarm (Sam Spruell), llevándose al Ood de Tecteun con ella. Swarm y Azure (Sandall Rochenda) avanzan sobre ella, pero la Doctor le quita la placa de conversión y, cuando Swarm la toca, se divide en tres copias de sí misma: una en la nave espacial de la División, otra en la nave de Bel (Thaddea Graham) y la última en los túneles de Liverpool.
En la nave espacial de la División, Azure intenta devolverle los recuerdos perdidos de la Doctor utilizando el reloj. La Doctor se niega a verlos. Azure revela su intención de diseñar el Flujo en un ciclo temporal de destrucción universal. El Ood intenta ralentizar el Flujo.
En el Pasajero, Vinder (Jacob Anderson) y Diane (Nadia Albina) interrumpen sus sistemas internos y escapan a un entorno desconocido.
Yaz, Dan, Jericho (Kevin McNally) y Williamson (Steve Oram) sacan a la vanguardia de Sontarans con un rayo desde la puerta de un túnel antes de viajar a 2021 a través de otra. Conocen a Kate Stewart (Jemma Redgrave), que lidera una resistencia contra la invasión. La Doctor negocia con Claire (Annabel Scholey) y Jericho a ayudarlos a encontrar las coordenadas del evento final del Flujo. Ella vuelve a la TARDIS, guardada por Kate.
Mientras tanto, la Doctor estrella la nave de Bel contra el cuartel general de mando de Sontaran. Son detenidos por un campo de fuerza, capturados y colocados en un barco Sontaran. Karvanista (Craige Els) revela que durante el tiempo de la Doctor en la División, fue su compañero. No puede decir más al respecto, bajo la amenaza de un implante de veneno de la División en su cerebro. Los Sontarans arrestan a la Doctor e informan a Karvanista de la extinción de los Lupari.
La Doctor que pilota la TARDIS libera su copia del dispositivo de tortura de la Gran Serpiente (Craig Robinson) y lo apunta a él.
Bel descarga las transmisiones de los Sontaran que ofrecen una alianza con los Cyberman y Daleks, un ardid para sacrificarlos al Flujo mientras el escudo de los Lupari los protege. Claire escapa de la nave. Jericho no puede. La Doctor rescata a Vinder y Diane, y rearma el escudo de los Lupari detrás de los Sontarans, dejando que el Flujo consuma a los Sontarans, Daleks y Cyberman, así como a Jericho. La Doctor usa al Pasajero para absorber el Flujo.
Azure y Swarm llevan al Doctor a Atropos para sacrificarla a Tiempo, pero como el Flujo no pudo liberar a Tiempo, este los destruye. Tiempo deja ir a la Doctor, pero le advierte que su final se acerca. En los túneles, Kate y Vinder abandonan a la Serpiente en un pequeño asteroide a través de una puerta. Vinder y Bel deciden viajar con Karvanista. Dan invita a Diane a una cita, pero Diane se niega, aún afectada por su secuestro. La Doctor invita a Dan a unirse a ella y a Yaz en sus viajes. Ella deposita su reloj en el interior de la TARDIS.

## Producción

### Desarrollo
The Vanquishers fue escrito por el productor ejecutivo Chris Chibnall.

### Casting
La temporada es la tercera que presenta a Jodie Whittaker como la Decimotercer Doctor y a Mandip Gill como Yasmin Khan. John Bishop se unió al elenco de la serie como Dan Lewis.

### Filmación
Azhur Saleem dirigió el segundo bloque, que comprendió el tercer, quinto y sexto episodios de la serie.

## Emisión y recepción
The Vanquishers se emitió el 5 de diciembre de 2021. El episodio sirve como la parte final de una historia de seis partes, titulada Flux.

### Calificaciones
El episodio fue visto por 3,58 millones de espectadores.